# Stigmatula gregaria
Stigmatula gregaria är en svampart som först beskrevs av Mordecai Cubitt Cooke, och fick sitt nu gällande namn av Syd. & P. Syd. 1901. Stigmatula gregaria ingår i släktet Stigmatula och familjen Phyllachoraceae.   Inga underarter finns listade i Catalogue of Life.